# Juan Barba
Juan Barba (¿Sevilla, 1429? - 1487) fue un poeta e historiador español del siglo XV.

## Biografía
Poco y bastante inseguro se sabe sobre él. Parece probable que fuera hijo bastardo de Pedro Barba e Isabel de Monsalve, familia originaria de Carmona, pero debió nacer en Sevilla, donde estuvo durante las fiestas celebradas por el nacimiento de la futura reina Isabel la Católica en 1451. Fue soldado en tiempos de Juan II y, puesto que su obra más importante, la Consolatoria de Castilla, se interrumpe en 1487, se piensa que murió en ese año. Al parecer mantuvo un debate hacia 1465 con un entonces joven Guevara, y ya por entonces debía rondar la cincuentena. En este debate muestra una ideología mucho más conservadora que la de Guevara, ya que defiende la pureza del amor cortés frente al hedonismo de su oponente. 
Su obra más importante, la Consolatoria de Castilla, está escrita en versos dodecasílabos y acusa claramente el influjo de la escuela alegórico-dantesca del siglo XV y más en especial de Juan de Mena. En más de 4000 versos narra la historia de los Reyes Católicos, y en especial las campañas que terminarían con la Conquista de Granada en 1492, aunque el relato se interrumpe en 1487, como ya se ha dicho. Su visión es providencialista y mesiánica, y constituye una clara apología propagandística de la reina de Castilla. En el poema sin embargo tienen también cierto relieve personajes como Rodrigo Ponce de León, marqués de Cádiz.